# Nabumeton
Nabumeton (Handelsnamen z. B. Relifex®, Balmox®;  Hersteller: GlaxoSmithKline) ist ein Arzneistoff, der als Prodrug erst durch metabolische Umwandlung in der Leber zum aktiven Wirkstoff 6-Methoxy-2-naphthylessigsäure (6-MNA) wird. Dieser gehört, wie das sehr ähnliche Naproxen, zur Gruppe der nichtsteroidalen Antirheumatika (NSAID), welche zur symptomatischen Behandlung von entzündlichen und degenerativen rheumatischen Erkrankungen eingesetzt werden.

## Klinische Angaben

### Indikationen
Nabumeton wird zur symptomatischen Therapie von entzündlichen und degenerativen rheumatischen Erkrankungen, wie z. B. Polyarthritis, Arthrose (Osteoarthrose), Schmerzen und Entzündungen des Bewegungs- und Stützapparates angewendet.

### Nebenwirkungen
Die Nebenwirkungen von Nabumeton sind ähnlich der anderer NSAID. Es weist jedoch eine geringere Rate an gastrointestinalen Blutungen und Schleimhautreizungen auf im Vergleich zu Naproxen oder Acetylsalicylsäure. Das wird einerseits durch den Prodrug-Charakter erklärt, als auch durch den Umstand, dass Nabumeton ein nicht-saures NSAID ist. Nicht-saure NSAIDs weisen die Besonderheit auf, dass sie geringer vom Magenepithel resorbiert werden. Zusammen damit, dass die aktive Wirkform erst nach der Leber-Passage vorliegt, wird der verminderte topische Effekt erklärt.

### Kontraindikationen
Nabumeton ist kontraindiziert bei Patienten mit bekannter Überempfindlichkeit gegenüber dem Wirkstoff, bei Allergie auf Acetylsalicylsäure und anderen nichtsteroidale Antiphlogistika in der Anamnese, Magen- und Zwölffingerdarmgeschwür (Ulcus ventriculi et duodeni). Zur Behandlung von Kindern unter 14 Jahren liegen keine Studien vor.

### Anwendung während Schwangerschaft & Stillzeit
Nabumeton kann – wie alle Prostaglandinsynthese-Hemmer – unerwünschte Wirkungen auf die Frucht im Mutterleib während der Fetogenese haben. Es ist nicht bekannt, ob Nabumeton oder seine Stoffwechselprodukte in die Muttermilch übergehen. Die Anwendung während der Schwangerschaft und Stillzeit ist deshalb kontraindiziert.

### Besondere Patientengruppen (Diabetiker, Nierenkranke)
6-MNA wird zu einem großen Teil extrarenal ausgeschieden, und muss daher nicht auf eine verminderte Nierenleistung angepasst werden. Bei schweren Nierenfunktionsstörungen ist es dennoch kontraindiziert.

## Pharmakologische Eigenschaften

6-Methoxy-2-naphthylessigsäure

### Pharmakodynamik
Die aktive Wirkform von Nabumeton ist ein unselektiver COX-Inhibitor.

### Pharmakokinetik
Nabumeton ist ein Prodrug und unterliegt einem starken First-Pass-Effekt. Es wird zu der aktiven Wirkform 6-MNA oxidiert. Die durchschnittliche Bioverfügbarkeit von 6-MNA liegt bei 38 %.

### Toxikologie
Die akute Toxizität von Nabumeton ist sehr gering. Allfällige Symptome bei einer akzidentellen Vergiftung können gastrointestinaler Art sein. Es gibt kein spezifisches Antidot. Empfohlen wird eine Magenspülung mit anschließender peroralen Verabreichung von Carbo medicinalis (1000 mg/kg Körpergewicht), verteilt auf mehrere Dosen.

## Geschichtliches
Die Synthese von Nabumeton gelang den Briten Anthony W. Lake und Carl J. Rose. Es wurde 1983 von der Beecham Group (Großbritannien) (heute GlaxoSmithKline) als Patent US 4,420,639 veröffentlicht. Die Patentfrist ist im Jahr 2003 abgelaufen.

## Darstellung und Gewinnung
Die Synthese geht vom 6-Methoxy-2-naphthaldehyd aus, welches in einer Kondensationsreaktion mit Aceton umgesetzt wird. Die Zielverbindung wird dann durch die Hydrierung des Kondensationsprodukts in Gegenwart von Palladiumkohle erhalten.

## Physikalische Eigenschaften
Die Verbindung tritt in zwei polymorphen Kristallformen auf. Das Polymorph I zeigt einen Schmelzpunkt bei 80 °C mit einer Schmelzenthalpie von 31,3 kJ·mol−1. Das Polymorph II schmilzt schon bei 65 °C mit einer Schmelzenthalpie von 24,5 kJ·mol−1. Beide Formen stehen monotrop zueinander. Das Polymorph I stellt die thermodynamisch stabile Form dar. Beide Polymorphe bilden monokline Kristallgitter mit der Raumgruppe P21/c (Raumgruppen-Nr. 14) aus und unterscheiden sich nur in der intermolekularen Wechselwirkung über Wasserstoffbrückenbindungen.

## Handelsnamen
Monopräparate
- BalmoxTM (CH)
- Relifex (D, DK)
- Nabuser (I)